# Чарли Чан на Бродвее
«Чарли Чан на Бродвее» (англ. Charlie Chan on Broadway) — детективный фильм с элементами комедии режиссёра Юджина Форда, который вышел на экраны в 1937 году. Это пятнадцатый фильм киноцикла студии 20th Century Fox о детективе из Гонолулу Чарли Чане в исполнении Уорнера Оулэнда.
В этом фильме Чарли Чан (Оулэнд) со своим «сыном номер один», Ли (Кей Люк), прибывает в Нью-Йорк для участия полицейском праздничном вечере в свою честь. Убивают бывшую певицу из ночного клуба, которая вела дневник, фиксируя в нём имена преступников и коррупционеров, а также подробности их незаконной деятельности, сам дневник исчезает. Чарли вместе с инспектором полиции (Гарольд Хубер) и своим сыном начинает поиск преступника. В расследовании, преследуя собственные интересы, участвуют также успешный газетный репортёр (Дональд Вудс) и фотожурналистка (Джоан Марш). По ходу действия под подозрение попадают крупный мафиозный босс и связанный с ним преступный владелец ночного клуба, главный редактор городской газеты, танцовщица из ночного клуба и её бывший муж (которого также убивают). После нескольких сюжетных поворотов Чан собирает все кусочки загадки воедино и устанавливает истинного преступника.
Современные критики дают картине высокую оценку, отмечая удачную передачу атмосферы нью-йоркского ночного клуба, быстрый темп повествования, лихо закрученный сюжет и отличную игру всего актёрского ансамбля.

## Сюжет
Детектив из Гонолулу Чарли Чан (Уорнер Оулэнд) вместе с Ли (Кей Люк), своим «сыном номер один», возвращается на трансатлантическом лайнере из Европы в Нью-Йорк. Элегантно одетый мужчина Томас Митчелл (Марк Лоуренс) заходит в каюту рядом с каютой Чана. Заперев хозяйку каюты Билли Бронсон (Луиза Генри), он начинает обыскивать её комод, чемодан и шкафы. Билли поднимает шум, и Томас быстро удаляется. Освободив Билли, Ли и Чан предполагают, что её пытались обокрасть. Она заявляет, что у неё нет ничего ценного. Детектив обращает внимание, что вора не заинтересовали драгоценности, которые лежали на видном месте, значит, очевидно, он искал что-то особое, однако Билли уверенно отвечает, что у неё ничего не пропало. Оставшись в каюте одна, Билли извлекает из потайного отделения в комоде небольшую упаковку. В отсутствие Чана, Билли заходит в его каюту и незаметно прячет упаковку в его багаже, выяснив у Ли, что он с отцом уезжают из Нью-Йорка в Сан-Франциско на следующий день.
В порту Нью-Йорка полиция города во главе с инспектором Нельсоном (Гарольд Хубер) устраивает Чарли Чану торжественную встречу. На приезд Чана обращают внимание популярный репортёр газеты «Нью-Йорк Баллетин» Спид Паттен (Дональд Вудс) и женщина-фотокорреспондент Джоан Уэнделл (Джоан Марш). Нельсон замечает в порту Билли, спрашивая о цели её возвращения, а затем приветствует Чарли Чана, приглашая его на полицейский банкет в его честь. Нельсон рассказывает Чану, что год назад Билли хотели вызвать как ключевого свидетеля по одному громкому делу, как обладательницу ценной информации, чтобы разоблачить очень многих на Манхэттене и устроить грандиозный скандал. И потому кое-кто из её дружков быстро вывез её из страны до тех пор, пока всё не утихнет. Тем временем Билли слышит, что Чан остановился в гостинице «Карлтон». Вслед за детективом она направляется в гостиницу, и в последний момент в её машину заскакивает Спид, а на следующем такси за ними едет Митчелл. Билли знает Спида, и говорит ему, что не собирается идти к прокурору, а намерена встретиться кое с кем другим. Спид предполагает, что это может быть Бёрк, владелец клуба «Готтентот». Подъехав к гостинице, Билли назначает Спиду встречу в полночь, обещая передать ему некоторую интересную информацию.
Тем временем Джоан приезжает в редакцию «Нью-Йорк Баллетин», где продаёт за 100 долларов главному редактору Мёрдоку (Джей Эдвард Бромберг) сегодняшнюю фотографию Чана с Билли в порту Нью-Йорка. После её ухода Мёрдоку звонит Билли, предлагая продать ему информацию по цене вдвое дороже той, которую он предлагал ей в прошлом году. Мёрдок договаривается с ней о встрече в 11:30 в гостинице, после чего отменяет интервью Спида с ней. В гостинице Билли подкупает коридорного, получая у него ключ от номера Чарли Чана. Когда, оставив сына в гостинице, Чарли уезжает в отель «Астор» на приём в свою честь, Билли открывает дверь в номер Чана. Её замечает Ли, который решает проследить за ней. За ними в свою очередь с лестницы наблюдает Митчелл.
Билли, а вслед за ней и Ли, приезжают в клуб «Готтентот». В клубе в этот вечер проходит акция «Скрытая камера», в ходе которой можно фотографировать кого угодно в клубе, а к концу вечера создатель лучшей фотографии получит бесплатный ужин. В клуб приходит крупный подпольный делец Базз Моран (Леон Эймс), который, заметив Билли требует, чтобы к утру её в городе не было. В ресторанный зал клуба заходит его владелец Джонни Бёрк (Дуглас Фоули), подсаживаясь за столик, где сидят Джоан и Спид. Между тем на сцене появляется с сольным номером фаворитка Бёрка, танцовщица Мари Коллинз (Джоан Вудбери). Затем Бёрк пересаживается к столику Морана, который напоминает, что просил держать Билли подальше от города. Бёрк обещает позаботиться об этом и уходит, и за этой сценой внимательно наблюдает Спид, который затем направляется вслед за ним. В своём кабинете Бёрк разговаривает с Билли, которая обвиняет его в том, что он выслал её из Нью-Йорка на том основании, что это якобы небезопасно, а затем обманул её, урезав её содержание. Билли обвиняет Бёрка в том, что он выкинул её из клуба из-за Мари. Разозлённая Билли достаёт пистолет, но Бёрк хватает её оружие. В этот момент в коридоре помощник Бёрка просит Мари не заходить в его кабинет, но она открывает дверь…
Получив информацию об убийстве Билли Бронсон, инспектор Нельсон вместе с Чарли приезжают в клуб «Готтентот», где Ли задержали как подозреваемого. По совету Чана Нельсон приказывает не выпускать никого с камерой до тех пор, пока полиция не отсмотрит все снимки. В клубе Нельсона и Чана встречает Спид, заявляя, что это он обнаружил тело. После того, как Ли рассказывает, что следил за Билли, Нельсон даёт указание отпустить его. Врач говорит, что пуля вошла чуть ниже левого плеча и предположительно застряла глубоко в теле, так что до вскрытия её достать и исследовать невозможно, а смерть наступила приблизительно полчаса назад. На месте убийства обнаружен пистолет 25 калибра, который уже направлен на экспертизу. Нельсон обвиняет Мари, которая когда-то была подругой Билли, а после её вынужденного отъезда заняла её место в качестве подружки Бёрка. Однако, как предполагает инспектор, когда Бёрк устал от Мари, он снова послал за Билли. Мари заявляет, что Билли была в полном порядке, когда они с Бёрком вышли из кабинета. Ли говорит, что когда она заглянул в замочную скважину кабинета, Билли уже была мертва. По просьбе Нельсона появившаяся Джоан показывает ему сделанную ей фотографию, заявляя, что это она обнаружила тело. Инспектор замечает, что на фотографии нет салфетки, которая сейчас лежит на столе, а Чан добавляет, что телефонная трубка каким-то образом оказалась на рычаге уже после того, как был сделан снимок. Спид говорит, что это он положил телефонную трубку на место, так как звонил в газету, чтобы продиктовать свою историю. Однако он категорически отрицает, что прикасался к салфетке. Когда Чан предлагает рассмотреть фотографию повнимательнее, по сигналу Бёрка его ассистент гасит в кабинете свет, и начинается суматоха, в ходе которой Бёрк сбегает. Нельсон даёт указание объявить Бёрка в розыск. Чан говорит инспектору, что на салфетке могли остаться следы пороха. Далее он рассматривает предметы, выпавшие из сумочки Билли на фотографии, обращая внимание, что на фотографии есть ключ, которого нет сейчас. Нельсон устанавливает, что это ключ от номера 313 в гостинице «Карлтон», в котором остановились Чаны.
Чан и Нельсон вместе с полицейскими приезжают в гостиницу, и обнаруживают в номере 313 труп мужчины, быстро определяя, что он был зарезан всего несколько минут назад. Чан и Ли узнают в нём человека, который плыл с ними на корабле. Чан предполагает, что убитый следил за Билли на борту корабля, чтобы завладеть неизвестным предметом, который был у неё. Чтобы спрятать этот объект, она использовала дорожную сумку Чана. Сегодня вечером Билли пыталась забрать свою таинственную вещь отсюда, но Ли её спугнул. Нельсон предполагает, что Бёрк забрал ключ, выпавший из сумочки Билли, пришёл в номер, убил этого парня и сбежал с таинственной вещью. Расталкивая полицейских, в комнату врывается Мари, заявляя, что убитый является её мужем, которого зовут Том Митчелл, после чего едва не теряет сознание. В комнате на полу Чан находит вырванный листок бумаги, на котором написано: «Джонни передал мне пять тысяч Олдерману „К“ в качестве защиты. Деньги были положены на счёт вымышленного Р. Брейди. Сегодня снова звонил Мёрдок, который очень хочет заполучить этот дневник». Детективы понимают, что это страница из дневника, за которым охотятся преступники. Они поднимаются в номер 413, в котором остановилась Билли, где обнаруживают Мёрдока. Нельсон обвиняет редактора в том, что тот мог убить Митчелла, а затем по пожарной лестнице быстро подняться в номер 413. Мёрдок однако заявляет, что пришёл, чтобы купить дневник Билли. Он показывает пачку денег, говоря, что дневник стоит того, так как содержит много информации о преступлениях в сфере бизнеса и политики, достаточной, чтобы перевернуть верх дном весь город. Вскоре в номер заходит Спид, сообщая, что у Мёрдока была запланирована встреча с Билли на 11:30. Подозревая, что редактор мог завладеть дневником, Нельсон решает его обыскать. Выясняется, что пистолет, ставший орудием убийства, принадлежит Билли, и на нём обнаружены отпечатки пальцев женщины и Бёрка. Решив для себя, что убийство совершил Бёрк, Нельсон отпускает Мёрдока, одновременно давая указание отпустить Мари, чтобы она вывела полицию на Бёрка. Перед сном Чан внимательно читает в газете статью Спида об убийстве Билли.
Бёрк, который скрывается на тайной квартире, срочно вызывает к себе адвоката Микера (Чарльз Уильямс), в этот момент на пороге квартиры появляется Джесс. Заявив, что Бёрк должен был убрать Билли из города, а теперь их положение существенно усложнилось, Базз достаёт пистолет и собирается выстрелить в Бёрка, но тот успевает ударить Джесса по лицу и убегает. На следующее утро газеты сообщают о розыске Бёрка, однако у полиции до сих пор нет улик, кроме страницы из дневника, чтобы выдвинуть обвинение. Спид в своей колонке пишет о том, что страничку преступник подбросил намеренно, чтобы провернуть крупную аферу с шантажом, давая понять определённым людям в Нью-Йорке, что дневник у него. В этот момент становится известно, что только что Бёрк сам пришёл в полицейский участок и сдался властям. В кабинете Нельсона в присутствии Чана адвокат Микер, защищающий Бёрка, заявляет, что у полиции против его клиента ничего нет, кроме отпечатков на пистолете. Бёрк настаивает, что он никого не убивал, а Микер утверждает, что в момент убийства Митчелла Бёрк был с ним. Бёрк соглашается пройти проверку в лаборатории на наличие следов пороха на руках. Проверка показывает, что в последние 72 часа Берк не стрелял из пистолета, после чего Нельсон отпускает его. После его ухода Чан высказывает предположение, что, руки убийцы могли остаться чистыми, так как пропавшей салфеткой убийца мог прикрыть руку от пороха во время выстрела. Затем Чан просит Нельсона показать ему фотографии, которые были сделаны тем вечером.
Вернувшись в свой кабинет, Бёрк говорит Мари, что они немедленно уезжают из города и летят в Чикаго. Однако детективы по приказу Нельсона задерживают их при посадке в самолёт. Вечером, перед уходом из редакции Мёрдок получает записку, прочитав которую, судорожно прячет её в карман. В этот момент появляется детектив, который увозит его по указанию Нельсона. Детективы задерживают также Базза Морана. Тем временем Спид приходит к Чану в номер, сообщая, что он и его сын находятся в опасности, так как ими не довольны определённые люди в городе. В этот момент заходит Нельсон, приглашая Спида и Чана в клуб «Гуттентот», куда приходит и Джоан.
Собрав всех связанных с делом в одной комнате, Нельсон даёт слово Чану. Как говорит Чан, вместе с Билли из Европы в Нью-Йорк ехал Митчелл, который хотел завладеть её дневником, чтобы с его помощью разоблачить Бёрка, который лишил его любви жены Мари. Чан показывает фотографию, сделанную на вечере скрытой камерой, где Бёрк интимно целует Мари в плечо, доказывая их связь. Далле Чан говорит, что появление Билли вызвало также тревогу Базза Морана, показывая фото, где Базз разговаривает с Билли на лестнице. Далее детектив рассказывает, что вечером Билли поднялась в кабинет Бёрка, где с ней разговаривали Бёрк и Мари. Согласно показаниям, они оставили на несколько минут Билли в комнате одну, и в эти самые минуты кто-то убил её из пистолета, который был завёрнут в салфетку, чтобы скрыть отпечатки пальцев. В этот момент в кабинет неожиданно зашла Джоан, но убийца успел спрятаться, когда Джоан сделала фотографию убийства без салфетки на столике. После этого Джоан ушла, а убийца положил салфетку обратно на поднос. После этого зашёл Спид, который, по его словам, увидев тело, продиктовал по телефону историю мистеру Мёрдоку, которого не было на месте, так как в этот момент он охотился за дневником в гостинице. Поскольку Мёрдок не попал ни на одну фотографию, сделанную в клубе, Чан считает, что он не мог быть убийцей и предлагает его отпустить. Однако перед этим Чан просит Мёрдока показать письмо, которое он получил сегодня вечером. Полиции известно об этом письме, так как она следила за его перепиской со вчерашнего дня. Мёрдок передаёт письмо, которое оказывается страничкой из дневника Билли. В письме говорится: «?-е мая. Была на вечеринке всю ночь, которую Джонни устроил для лейтенанта Р. из Центрального бюро, который…» Прервавшись, Нельсон просит полицейских на время выйти из комнаты. Нельсон продолжает: «…уходит из полиции, так как комиссар докопался до него. Этот идиот показывал всем бриллиантовые часы, которые ему подарил Базз Моран за определённые серьёзные предупреждения, о которых мне рассказывал Бёрк. Было забавно смотреть, как все выражали подобострастие Бёрку и Морану. Я думаю, что они не знают, что тот шантажист, который использует свою работу в газете для прикрытия своей преступной деятельности — это Спид Пэттен. Самый ловкий и искусный парень среди бандитов». В этот момент Спид вскакивает и выхватывает письмо из рук Нельсона, заявляя, что это подделка, поскольку даже бумага не та, что в дневнике. После этого Чан обвиняет Спида в убийствах. Первый раз Чан заподозрил Спида, когда читал его статью об убийстве Билли, где было написано, что жертву застрелили в спину. На фотографии видно, что тело лежит лицом вверх, и Спид не мог видеть рану. Только убийца мог это знать. Затем, испугавшись, что будут обнаружены отпечатки пальцев на салфетке, когда к ней было привлечено внимание благодаря фотографии Джоан, Спид в темноте забрал её. Однако всё-таки Спид попался на уловку, когда Чан и Нельсон изготовили фальшивую страницу из дневника Билли, и он оказался единственным, кто клюнул на эту наживку. Как говорит Чан, Спид узнал, что это подделка, так как оригинал дневника находится у него. Выхватив из пиджака пистолет, Спид говорит, что убил их обоих. Он подслушал, как Билли говорила Бёрку, что пойдёт к прокурору и разнесёт весь город, в том числе, уничтожит и его. Спид предложил Билли большую сумму, но она отказалась, и тогда он убил её. Джоан едва не застукала Спида у мёртвой Билли. Он говорит, что мог убить и её, как убил Митчелла, который был в гостиничном номере и уже нашёл дневник. Обвинив в своём разоблачении Чана, Спид стреляет в него. Ли прыгает на Спида и в момент выстрела сбивает его с ног, после чего полиция задерживает преступного журналиста. Затем Нельсон находит дневник в квартире Спида. Нельсон благодарит Чарли и Ли за помощь и провожает их домой.

## В ролях
- Уорнер Оулэнд — Чарли Чан
- Кей Люк — Ли Чан
- Джоан Марш — Джоан Уэндолл
- Джей Эдвард Бромберг — Мёрдок
- Дуглас Фоули — Джонни Бёрк
- Гарольд Хубер — главный инспектор Джеймс Нельсон
- Дональд Вудс — Спид Пэттен
- Луиз Генри — Билли Бронсон
- Джоан Вудбери — Мари Коллинз
- Леон Эймс — Базз Моран
- Марк Лоуренс — Томас Митчелл
- Блу Вашингтон — швейцар в клубе «Готтентот» (в титрах не указан)

## Создатели фильма и исполнители главных ролей
В период 1928—1947 годов режиссёр Юджин Форд поставил 41 фильм, среди которых наиболее популярными были пять фильмов про Чарли Чана 1934—1940 годов, три фильма про частного сыщика Майкла Шейна 1940—1941 годов, а также два фильма из киноцикла про Криминального доктора 1943—1944 годов.
Актёр Уорнер Оуленд в период с 1912 по 1937 год сыграл в 96 фильмах. В период с 1931 по 1937 год он исполнил роль Чарли Чана в шестнадцати фильмах, четыре из которых поставил Юджин Форд. Другими его заметными картинами были музыкальная мелодрама «Певец джаза» (1927), приключенческая мелодрама «Шанхайский экспресс» (1932) и фильм ужасов «Лондонский оборотень» (1935).
Кей Люк сыграл старшего сына и помощника Чарли Чана в восьми фильмах киносериала о знаменитом детективе 1935—1937 годов. В общей сложности с 1934 по 1990 год Люк сыграл в 103 фильмах, среди которых «Безумная любовь» (1935), «Благословенная земля» (1937), киносериалы «Зелёный шершень» (1940) и «Зелёный шершень наносит ответный удар» (1941), фильм нуар «Пол-акра ада» (1954), а позднее — «Гремлины» (1984) и «Элис» (1990).

## История создания фильма
В этой картине Уорнер Оулэнд в пятнадцатый раз сыграл Чарли Чана, «извергающего афоризмы восточного сыщика».
Фильм находился в производстве с 10 июня до середины июля 1937 года. Премьера фильма состоялась в Нью-Йорке 18 сентября 1937 года. Фильм вышел на экраны 8 октября 1937 года.

## Оценка фильма критикой
Современная критика положительно оценивает фильм. Деннис Шварц, в частности, назвал его «превосходным детективом с участием Чарли Чана».
Рецензент журнала TV Guide охарактеризовал картину как «первоклассный детектив с поиском убийцы», которому «нью-йоркская локация добавляет блеск, а обмен репликами в быстром темпе и современной манере делает его выше среднего».
По мнению Дерека Уиннерта, «сценарий Чарльза Белдена (англ. Charles Belden) и Джерри Кэди (англ. Jerry Cady) забавен, атмосфера ночного клуба весёлая, и благодаря 20th Century Fox фильм переполнен хорошими характерными актёрами». Как пишет критик, «предстоит долгое ожидание появления тела в этой новой истории о коррупции и взяточничестве», однако, как отмечает Хэл Эриксон, «после нескольких ложных зацепок и отвлекающих ходов Чарли собирает кусочки воедино и находит убийцу, который, по сути, является наименее вероятным подозреваемым».